# 다빈 (래퍼)
다빈은 대한민국의 가수다. 2021년 EP 《BLURRY SZN》으로 데뷔했다.

## 방송
- 드랍더비트 (2022) - Top10(9위)

## 음반
- BLURRY SZN (2021)
- CRAZY (2021)
- MOON ROCK (feat. hevel) (2021)
- Drop The Bit (드랍 더 비트) The 3rd round part 2 (2022)

## 기타
- 미카엘 - BABY GIRL (2021) - 참여